# Contact (Fancy)
Contact è il secondo album in studio del cantante tedesco Fancy, pubblicato nel 1986.

## Tracce
1. Raving Queen – 4:20
2. I Don't Want to Go – 4:06
3. Bolero (Hold Me in Your Arms Again) – 4:00
4. Feedback, Feedback – 5:02
5. Save the Moment – 4:17
6. Lady of Ice – 4:32
7. Girl Don't Let Me Down – 4:18
8. Latin Fire – 5:09
9. After Midnight – 4:37

## Classifiche

### Classifiche settimanali
| Classifica (1986–1987) | Posizione massima |
| ---------------------- | ----------------- |
| Germania Ovest         | 57                |
| Svezia                 | 43                |